# تپه اسکی بغداد
تپه اسکی بغداد مربوط به اوایل دوره اشکانیان است و در جنوبغرب بوکان واقع شده و این اثر در تاریخ ۱۶ دی ۱۳۴۵ با شمارهٔ ثبت ۵۹۶ به‌عنوان یکی از آثار ملی ایران به ثبت رسیده است. طبق اساطیر منقول منطقه کنونی اسکی بغدا واراضی پیرامون مربوط به شهر باستانی «زنگ زاوران» بوده که از نظر مساحت منطقه ا ی وسیع را شامل می‌شود. این قلعه دارای چندین قبرستان اعم از یهودی ومسلمان است که بخش مربوط به قبرستان مسلمانان اکنون در سطحی وسیع وروبه روی روستا است.